# 海事
海事（かいじ、英：maritime affairs）とは、海に関する事柄または海上で発生する事柄。
主に人間の活動に伴い発生する事象を対象とする概念ため、海洋の自然物や自然現象、海洋生物そのものを包含する概念ではない。ただし、それらの自然物を開発したり観察したり捕獲したりする行為は海事の概念に含む。
狭義では海運・船舶等に関する事柄である。なお、行政上は内陸水運、すなわち川や湖における運輸や船舶を含めて扱う場合もある。

## 「海事」に関する組織や規定等
- 国土交通省海事局は主に海運・船舶（造船・登録・規制等）・船員に関する事業を所管している。
  - 港湾に関する事項は港湾局、海洋気象は気象庁、海上の安全及び治安の確保は海上保安庁、海難審判は海難審判所が所管している。

- 海事代理士は、「船舶法」「船舶安全法」「船員法」「船舶職員及び小型船舶操縦者法」「海上運送法」「海上交通安全法」「造船法」「海洋汚染等及び海上災害の防止に関する法律」等に関する法手続を代行する。

- 国際海事機関は、海上航行の安全性や海洋汚染の防止、海運における諸国間の差別措置の撤廃等の活動をする国際機関。

## 海事教育
- 神戸大学海事科学部は、海に関する学問を広く統合している。社会科学の国際法学・海運経済学・交通経済学・言語学、理学の物理学・化学・生物学・生態学・地球科学、工学の船舶工学・交通工学・土木工学・経営工学・機械工学・電気工学・エネルギー工学・原子力工学、商船学の航海学・運用学・法学・舶用機関学を一つの学部としており、本項に言う広義の「海事」に近い概念である。

## 海事都市
愛媛県今治市では「海事都市」を目指している。市内に今治造船・新来島どっくをはじめとして大小の造船所や多数の海運業者が集積しているためである。